# Chợ thiết bị điện tử Yongsan
Chợ thiết bị điện tử Yongsan là một khu vực bán lẻ tại Seoul, Hàn Quốc. Bao gồm hơn 20 tòa nhà, chứa 5.000 cửa hàng bán thiết bị, dàn âm thanh nổi, máy tính, thiết bị ngoại vi, thiết bị văn phòng, điện thoại, thiết bị chiếu sáng, trò chơi điện tử, phần mềm, video và đĩa CD. Đa dạng các thành phần linh kiện điện tử để lắp ráp máy tính và nhiều mặt hàng khác cũng có thể được tìm thấy ở đây. Các sản phẩm do Hàn Quốc sản xuất thường rẻ hơn 20% so với các cửa hàng bán lẻ khác, trong khi các mặt hàng nhập khẩu có thể rẻ hơn 50%.
Chợ có một loạt đa dạng các cửa hàng, mỗi cửa hàng có cách thức hoạt động khác nhau. Một số cửa hàng hoạt động như những cửa hàng bán lẻ truyền thống với mức giá cố định, tên thương hiệu và bảo hành. Những cửa hàng khác chấp nhận hoặc thậm chí kỳ vọng khách hàng trả giá và có thể không có bất kỳ giá niêm yết nào cho các mặt hàng.

## Vị trí và thời gian hoạt động
Chợ thiết bị điện tử tọa lạc trên Tàu điện ngầm tuyến số 1 tại ga Yongsan. Lối vào là từ nhà ga xe lửa thông qua trung tâm mua sắm Terminal hoặc bằng cách đi bộ xung quanh nhà ga ở tầng trệt để vào chợ. Ngoài ra cũng có thể đến đây bằng tuyến tàu điện ngầm đến ga Sinyongsan. Các cửa hàng chính mở cửa từ 10 giờ sáng đến 8 giờ tối, trong khi nhiều cửa hàng nhỏ hơn có nhiều giờ hoạt động khác nhau. Hầu hết các cửa hàng trong khu vực này đều đóng cửa vào ngày chủ nhật của tuần đầu tiên và tuần thứ ba hàng tháng. Các cửa hàng bách hóa và nhiều cửa hàng ở Seoul đều đóng cửa vào các ngày chủ nhật luân phiên (hai lần một tháng). Có một chợ trời trong khu vực vào ngày chủ nhật tuần đầu tiên và tuần thứ ba trong tháng, khi đó mọi thứ còn rẻ hơn. Các cửa hàng mở cửa khoảng 11 giờ sáng.

## Chào hàng
Rất nhiều cửa hàng đang cạnh tranh và người buôn bán thường cố gắng kêu gọi bạn dùng thử sản phẩm. Từ những hành vi như vậy, cư dân mạng đã đặt ra từ mới là "Yong pali", có nghĩa là "người bán hàng ở Yongsan" để chỉ trích hành vi bán hàng không biết xấu hổ của họ. Vì vậy đây là một trong những lý do người tiêu dùng lo lắng về việc tham quan chợ. Qua sự việc công khai này, chủ tịch trung tâm mua sắm Hyundai I thông báo rằng họ tìm cách cải thiện hành vi không tốt và cải thiện dịch vụ phục vụ khách hàng. Khuyến nghị sử dụng các cửa hàng nói tiếng Anh và so sánh từng người bán với nhau.